# Västra Tvet
Västra Tvet var en numera riven herrgård i Hällestads socken,  numera ingående i Lunds kommun, Skåne län.
Västra Tvet ligger, liksom Östra Tvet, i södra delen av Revingeheds pansarövningsfält.